# Điện ảnh

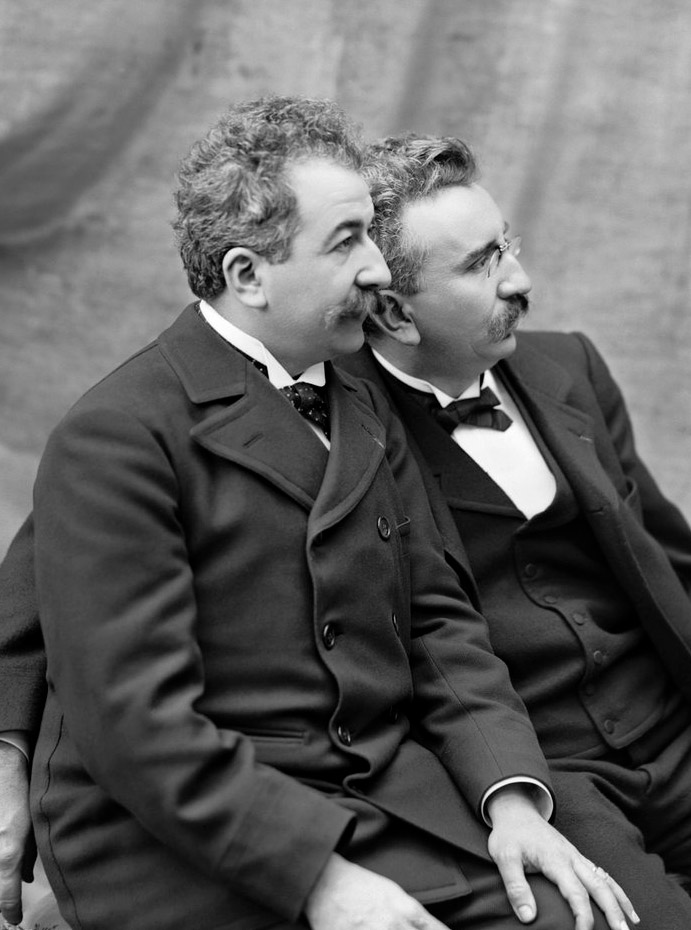
Anh em nhà Lumière, cha đẻ của nghệ thuật điện ảnh

Điện ảnh là một loại hình nghệ thuật tổng hợp thể hiện bằng hình ảnh kết hợp âm thanh, đôi khi là một số hình thức kích thích giác quan khác; được lưu trữ trên một số dạng thiết bị ghi hình để phổ biến tới công chúng qua các phương tiện kỹ thuật khác nhau: chiếu rạp, truyền hình, web / stream, video, băng, đĩa, máy chiếu...

## Khái niệm
Trong tiếng Việt, điện ảnh đôi khi còn được gọi là Xi-nê, xuất phát từ "cinéma" (điện ảnh trong tiếng Pháp) vốn là từ rút gọn của "cinématographe". "Cinématographe" cũng là tên chiếc máy ghi hình đầu tiên do Léon Bouly tạo ra.
Xét trên phương diện nghệ thuật, Điện ảnh cũng là một trong những loại hình nằm trong 7 loại hình nghệ thuật cơ bản và được gọi là nghệ thuật thứ bảy. 6 nghệ thuật trước đó theo phân loại của Hegel là kiến trúc, điêu khắc, hội họa, âm nhạc, thi ca và nhảy múa.

### Phim và Điện ảnh
Việt Nam có một thời gian dài ảnh hưởng của văn hóa Pháp, nên đã vay mượn khá nhiều từ ngữ, trong đó có từ "film" trở thành "phim". Theo Wikipedia Pháp, film là thành phẩm hình ảnh động hoặc âm thanh của điện ảnh, họ chia thể loại và Việt Nam sử dụng theo như: Film d'amour - Phim tình cảm, Film documentaire - Phim tài liệu ...v.v Vốn từ vựng tiếng Việt không đủ cho các định nghĩa mới nên thường sử dụng thêm từ phim kèm với định dạng và thể loại điện ảnh trong khi tiếng Anh không cần đến vì được phân biệt rõ ràng theo tên gọi như: phim truyền hình - tv-serie; phim ngắn tập - minniserie; phim dài tập -serial; phim tài liệu - docmentary, phim điện ảnh - movie (Phim và điện ảnh là một)...
Trước đây trong tiếng Việt, dựa vào hình thức phổ biến hay phát hành mà các phim điện ảnh được gọi là "phim nhựa" hoặc "phim chiếu bóng", để phân biệt với phim video; nhưng theo sự phát triển của kỹ thuật thì cách gọi này không còn phù hợp nữa, vì một bộ phim có thể được chiếu trên nhiều thiết bị khác nhau.
Hiện nay, Phim điện ảnh là những bộ phim được sản xuất để chiếu chủ yếu tại các rạp phim, với công nghệ mới các bộ phim có thể được ghi lại bằng phim phim nhựa hoặc thiết bị kỹ thuật số. Phim điện ảnh được chia theo nhiều thể loại, sau thời gian phát hành ngoài rạp, phim sẽ được phổ biến dưới nhiều hình thức: truyền hình, dịch vụ trực tuyến hay các sản phẩm vật lý : VHS, DVD, Bluray...

## Lịch sử

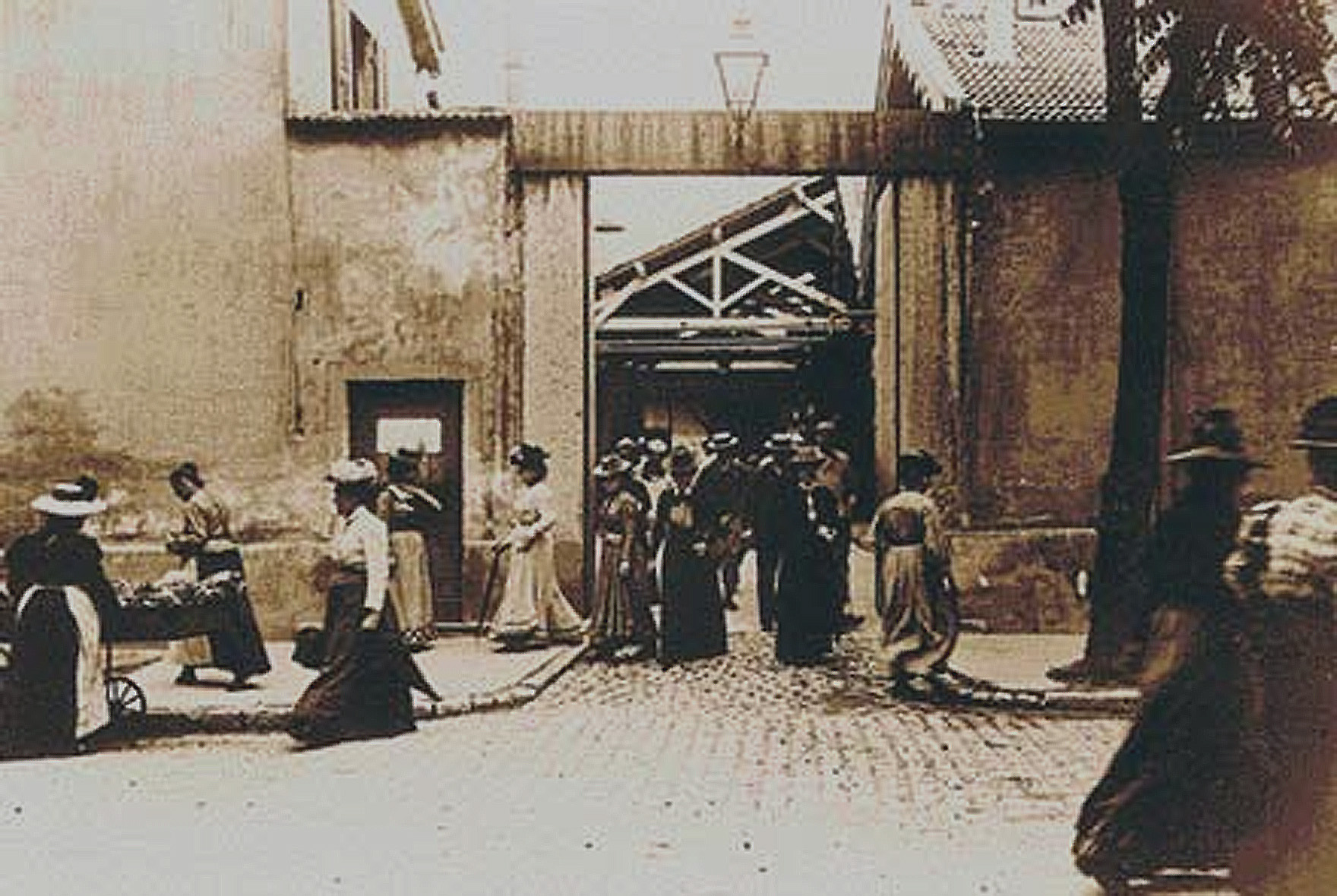
La Sortie de l'usine Lumière à Lyon, một trong những "bộ phim" đầu tiên của lịch sử điện ảnh.

Điện ảnh ra đời nhờ rất nhiều những tìm tòi và phát triển kỹ thuật vào nửa cuối thế kỷ 19 tập trung vào việc ghi lại hình ảnh chuyển động, đó là những phát minh của Louis Le Prince, Eadweard James Muybridge, Étienne-Jules Marey hay Thomas Edison. Tuy vậy, các nhà sử học thường coi ngày khai sinh ra nghệ thuật điện ảnh là ngày 28 tháng 12 năm 1895, khi buổi chiếu phim chuyển động và có thu tiền đầu tiên được anh em Auguste và Louis Lumière tổ chức tại Salon Indien (Phòng Ấn Độ) nằm dưới tầng hầm của quán cà phê Grand Café ở Paris, Pháp. Những khách vào xem buổi chiếu này phải trả 1 franc để xem chừng 10 đoạn phim ngắn dài 1 phút. Đoạn phim đầu tiên trong số này được Anh em Lumière (lumière trong tiếng Pháp có nghĩa là ánh sáng) quay vào khoảng tháng 8 năm 1894 tại tầng trệt căn hộ của họ ở đường Saint Victor (Lyon), nay đã được đổi tên thành đường Premier Film (Bộ phim đầu tiên) để ghi danh sự kiện. Được biết tới nhiều nhất trong buổi chiếu này là đoạn phim La Sortie de l'usine Lumière à Lyon (Buổi tan ca của nhà máy Lumière ở Lyon), được quay vào mùa hè năm 1895, ghi lại cảnh các công nhân rời khỏi nhà máy của nhà Lumière ở Lyon. Do đây chỉ là những đoạn phim ghi lại cảnh sinh hoạt thường ngày nên theo tiêu chuẩn ngày nay thì nó gần với các bộ phim tài liệu hơn là phim điện ảnh.
Sự ra đời của "cinématographe" nhanh chóng được công chúng đón nhận nhiệt tình. Ngay lập tức điện ảnh được thương mại hóa và công nghiệp điện ảnh ra đời. Mặc dù từ ngày 11 tháng 1 năm 1888, Louis Le Prince đã đăng ký bằng sáng chế về chiếc máy quay hoàn chỉnh có thể ghi lại những hình ảnh chuyển động, nhưng trong cuộc chiến thương mại đầu tiên liên quan đến điện ảnh, Thomas Edison mới là người chiến thắng và hầu như việc sản xuất máy quay đều nằm dưới nhãn hiệu Trust Edison cho đến tận năm 1918.
Không chỉ dừng lại ở việc ghi lại chính xác các hình ảnh thực tế, các nhà làm phim bắt đầu tạo ra các kĩ xảo điện ảnh cho các bộ phim của mình, một trong những kĩ xảo đáng nhớ nhất là hình ảnh Mặt Trăng có khuôn mặt người trong bộ phim Le Voyage dans la lune (Cuộc du hành lên Mặt Trăng) do Georges Méliès thực hiện năm 1902.

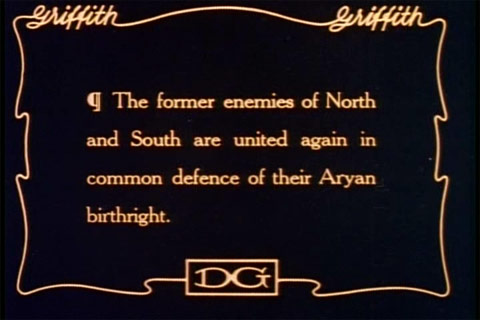
Một cảnh dẫn trong The Birth of a Nation của D.W. Griffith

Vào thập niên 1910, đạo diễn Hoa Kỳ D.W.Griffith đã đưa điện ảnh tiến thêm một bước mới khi chuẩn hóa các thuật ngữ điện ảnh và các công đoạn làm phim cũng như cho ra đời bộ phim mang tính cách mạng về kỹ thuật dàn dựng và kịch bản The Birth of a Nation.
Những năm 1920 là giai đoạn hoạt động tích cực của các nhà điện ảnh thuộc trường phái Tiên phong (avant-garde), những người khai sinh ra điện ảnh thể nghiệm (cinéma expérimental) như Fernand Léger, Man Ray, Germaine Dulac, Walter Ruttmann và nhiều người khác. Cho đến cuối thập niên 1920, kỹ thuật thu âm đồng bộ chưa ra đời, vì vậy các bộ phim công chiếu đều không có âm thanh mà phải sử dụng các nghệ sĩ tạo âm thanh và tiếng động ngay tại nơi công chiếu. Những bộ phim như vậy được gọi là phim câm, để dẫn dắt câu chuyện hoặc miêu tả các đoạn hội thoại người ta phải sử dụng các bảng chữ (tiếng Anh: intertitle) xen vào giữa các cảnh phim. Để hiện thực hóa việc đồng bộ âm thanh và hình ảnh cho các bộ phim, người ta đã cố gắng áp dụng các kĩ thuật khác nhau, và bộ phim hoàn chỉnh "có tiếng" đầu tiên đã ra đời năm 1927, đó là bộ phim The Jazz Singer.
Thập niên 1930 được đánh dấu bằng các bộ phim tuyên truyền của Đức Quốc xã trong đó phải kể tới Olympia (phim 1938) được đạo diễn Leni Riefenstahl thực hiện để quảng bá cho Thế vận hội mùa hè 1936 tổ chức tại Berlin cũng như tuyên truyền hình ảnh của một nước Đức hùng mạnh. Bộ phim này đã mang đến những bước đột phá mới cho nghệ thuật điện ảnh như các góc quay lạ, quay cận cảnh và dựng phim. Cũng chính Leni Riefenstahl vào năm 1936 đã thực hiện bộ phim nổi tiếng Triumph des Willens, một tác phẩm nhằm gây dựng hình ảnh cho Adolf Hitler và các lãnh đạo Đức Quốc xã, Triumph des Willens được coi là bộ phim tuyên truyền xuất sắc nhất trong lịch sử điện ảnh.
Sau âm thanh, bước tiến lớn thứ hai về kỹ thuật điện ảnh là các bộ phim màu. Những bộ phim màu đầu tiên xuất hiện từ sau Chiến tranh thế giới thứ hai nhưng phải đợi đến thập niên 1950 các bộ phim màu mới bắt đầu phổ biến khi điện ảnh phải cạnh tranh với một phương tiện giải trí khác đang phát triển rất mạnh là truyền hình (vốn vẫn chỉ có hình ảnh đen trắng cho đến giữa thập niên 1960). Sau chiến tranh cũng là giai đoạn phát triển của nghệ thuật điện ảnh hiện đại với rất nhiều trào lưu điện ảnh khác nhau như chủ nghĩa Hiện thực mới (neorealism) của điện ảnh Ý với các đại diện tiêu biểu là Roberto Rossellini, Vittorio De Sica, trào lưu Làn sóng mới (Nouvelle Vague) của điện ảnh Pháp với François Truffaut, Jean-Luc Godard, cũng phải kể đến thế hệ đạo diễn mới của Hollywood, thế hệ New Hollywood với các đạo diễn nổi tiếng như John Cassavetes.
Năm 1965, với sự ra đời của loại máy quay phổ thông super 8 do hãng Kodak sản xuất, nền điện ảnh của các nghệ sĩ nghiệp dư ra đời. Những bộ phim được thực hiện nghiệp dư này được gọi là các bộ phim loại Z (Z movie, bắt nguồn từ tên gọi các bộ phim loại B – B movie kinh phí thấp của Hollywood), phim loại Z cũng được các đạo diễn nổi tiếng sử dụng như một cách thể hiện tư tưởng nghệ thuật của mình, trong số các đạo diễn đó có những người là trụ cột của điện ảnh Mỹ như Ed Wood hay Roger Corman (người đã phát hiện và đưa Francis Ford Coppola, Martin Scorsese hay Peter Jackson trở thành các đạo diễn nổi tiếng).
Bước tiến mới nhất của điện ảnh vào cuối thế kỷ 20 là sự áp dụng kỹ thuật số vào điện ảnh, từ việc sử dụng các máy quay kỹ thuật số thay cho các máy quay phim truyền thống, cho đến việc dàn dựng các kỹ xảo điện ảnh và âm thanh trên máy tính. Việc lưu trữ phim cũng chuyển sang sử dụng ổ cứng máy tính thay cho các cuộn phim như trước kia. Phim có hình ảnh lập thể 3D cũng bắt đầu xuất hiện.

## Phân loại phim
Có rất nhiều cơ sở để phân loại phim, đơn giản như phân loại theo quốc gia sản xuất, theo đạo diễn, theo diễn viên, tiêu đề,... Nhưng thông thường người ta phân loại theo thể loại phim, dòng phim, độ dài và kỹ thuật thực hiện.

### Quốc gia sản xuất
- Điện ảnh thế giới thường được phân thành 6 khu vực là:
  - Điện ảnh châu Á
  - Điện ảnh châu Âu
  - Điện ảnh châu Phi
  - Điện ảnh Úc
  - Điện ảnh Bắc Mỹ
  - Điện ảnh Mỹ Latinh
- Người ta cũng có thể phân khu vực theo ngôn ngữ sử dụng như tiếng Anh, tiếng Tây Ban Nha hoặc tiếng Hoa. Một cách phân loại khác cũng thường được sử dụng là theo các nền điện ảnh có số lượng phim lớn như Hollywood (của Hoa Kỳ), Bollywood (của Ấn Độ) hay điện ảnh Hồng Kông.

### Thời gian
Đây là cách phân loại ban đầu của các bộ phim, khi đó phim được phân loại theo chiều dài của cuộn phim được trình chiếu. Có thể phân biệt các bộ phim thành:
- Phim ngắn: Phim có độ dài từ 30 phút → 60 phút hay tương đương 1600 mét phim 35 mm ở tốc độ 24 hình trên giây.
- Phim dài: Phim có độ dài nhiều hơn 60 phút. Độ dài thông thường của các phim dài là 90 phút, nhưng cũng có bộ phim dài tới 120 phút, 140 phút, 150 phút thậm chí là 160 phút và còn dài hơn nữa. Một số bộ phim nổi tiếng có thời gian rất dài như Cuốn theo chiều gió (Gone with the wind, dài 222 phút) hay Chúa tể những chiếc nhẫn: Sự trở về của nhà vua (The Lord of the Rings: The Return of the King, dài 200 phút), Avengers: Hồi Kết (Avengers: Endgame dài 182 phút), King Kong (phim 2005) (King Kong, dài 188 phút).

### Thể loại
Điện ảnh cũng có thể được phân loại theo các thể loại tùy theo ý đồ nghệ thuật của biên kịch và đạo diễn khi thực hiện phim. Một bộ phim có thể được đặt vào nhiều thể loai khác nhau tùy theo cách phân tích, ví dụ như phim khoa học giả tưởng, phim hài, phim kinh dị, phim hình sự, phim chiến tranh, phim ca nhạc, phim trinh thám, phim hành động, phim thần thoại... Một ví dụ là bộ phim nổi tiếng Sự im lặng của bầy cừu (The Silence of the Lambs, đoạt 5 Giải Oscar quan trọng nhất năm 1991) có thể coi là một phim kinh dị hoặc một phim hình sự.
Thể loại phim cũng có thể dựa trên tư tưởng nghệ thuật của các bộ phim. Theo đó ta có phim thuộc trào lưu Làn sóng mới (Nouvelle Vague) của điện ảnh Pháp, phim theo chủ nghĩa Hiện thực mới (neorealism) của điện ảnh Ý,..

### Kỹ thuật thực hiện
Một bộ phim có thể phân loại theo kỹ thuật thực hiện.

### Đối tượng xem
Phân loại phim của Việt Nam
theo thông tư 12/2015/TT-BVHTTDL:
- Loại P (Phổ biến): Những bộ phim tính giải trí, giáo dục, khuyến khích những giá trị đạo đức và quan hệ xã hội tích cực.
- Loại C13 (Cấm đối tượng dưới 13 tuổi): Gồm những bộ phim có nội dung, ngôn từ, âm thanh ảnh hưởng khiến sai lệch về tâm lý, tư duy, nhận thức và hành vi của trẻ dưới 13 tuổi.
- Loại C16 (Cấm đối tượng dưới 16 tuổi): Gồm các phim có nội dung, âm thanh kinh dị, gây sợ hãi, ám ảnh kéo dài theo thời lượng phim; bao gồm những bộ phim đề cập đến vấn đề chính trị, xã hội, tệ nạn, tội phạm không phù hợp với tư duy, tâm - sinh lý của khán giả dưới 16 tuổi.
- Loại C18 (Cấm đối tượng dưới 18 tuổi): Gồm các phim đề sâu về vấn đề chính trị, xã hội, tội phạm và tình dục với những hình ảnh nhạy cảm, rùng rợn.

- Loại P: Cấm phổ biến tới các đối tượng khán giả dưới 13 tuổi, gồm các phim với nội dung, ngôn từ gây ảnh hưởng đến tâm lý tư duy, đạo đức của trẻ dưới 13 tuổi.

Phân loại phim theo Hiệp hội Điện ảnh Hoa Kỳ (MPAA)
đây là bảng phân loại phổ biến và được biết nhiều nhất trên thế giới vì phạm vi ảnh hưởng của các bộ phim Hollywood.
- Nhãn G (General Audiences): Phim cho phép phổ biến rộng rãi
- Nhãn PG (Parental Guidance suggested): Có thể không thích hợp với trẻ em
- Nhãn PG-13 (Parents Strongly Cautioned): Không nên dành cho trẻ dưới 13 tuổi
- Nhãn R (Restricted): Dưới 17 tuổi phải có cha mẹ hoặc người lớn đi cùng
- Nhãn NC-17: Không dành cho người vị thành niên
- Ngoài ra còn có NR (Not Rated) và UR (Unrated) áp dụng cho các bộ phim không qua kiểm duyệt và đánh của Hiệp hội. Đây thường là các phiên bản đặc biệt chưa chỉnh sửa, bản mở rộng hoặc được biên tập theo ý đồ riêng của đạo diễn.
- Các trailer cũng được phân loại tương tự, với những phim được kiểm duyệt, phân loại thì trên trailer sẽ có bảng This Film Is Not Yet Rated

## Quá trình làm phim
Việc thực hiện một bộ phim tùy thuộc rất nhiều vào thể loại phim, dòng phim, ý đồ nghệ thuật hoặc thương mại của biên kịch, đạo diễn và nhà sản xuất. Tuy vậy quá trình làm phim cũng có thể chia làm năm công đoạn chính:
- Phát triển kịch bản: Bao gồm xây dựng cốt truyện, lời thoại và phân cảnh
- Tiền sản xuất: Lựa chọn diễn viên (casting), xây dựng bối cảnh, trường quay, đạo cụ, phục trang
- Sản xuất: Quay thử, quay chính thức, thu âm đồng bộ
- Hậu kỳ: dựng phim, âm thanh, thực hiện các kỹ xảo trên phim và bằng máy vi tính, chiếu thử
- Phân phối: Quảng cáo, phân phối phim cho các rạp, thêm phụ đề, phát hành DVD và chiếu trên truyền hình, phát hành các sản phẩm phụ (áo phông, áp phích, trò chơi điện tử chủ đề,...)

Các công đoạn kể trên được thực hiện bởi một đội ngũ làm phim bao gồm các vị trí chính sau:
- Nhà sản xuất phim
- Đạo diễn
- Biên kịch
- Diễn viên
- Kỹ thuật viên:
  - Quay phim
  - Kỹ thuật âm thanh
  - Đạo cụ và Phục trang
  - Dựng phim

## Đánh giá chất lượng phim

### Phê bình điện ảnh
Phê bình điện ảnh là quá trình phân tích và đánh giá chất lượng các sản phẩm điện ảnh. Công việc này thường do các nhà phê bình phim chuyên nghiệp hoặc các nhà báo chuyên về điện ảnh thực hiện. Các bài phê bình có thể được giới thiệu trên báo, tạp chí hoặc các phương tiện truyền thông khác sau khi các nhà phê bình và nhà báo xem buổi chiếu thử. Ý kiến phê bình các bộ phim mới sẽ có ảnh hưởng lớn tới thị hiếu của công chúng. Thông thường các bộ phim được giới phê bình ca ngợi sẽ thu hút nhiều khán giả hoặc ngược lại. Tuy nhiên điều này không phải bao giờ cũng đúng, đôi khi các bài phê bình lại có tác dụng ngược lại, người xem có thể lại hào hứng mua vé các bộ phim bị giới phê bình chỉ trích kịch liệt hoặc hờ hững với những bộ phim nghệ thuật được giới phê bình ca ngợi.

### Liên hoan phim và giải thưởng điện ảnh
Một cách đánh giá chất lượng phim khác là thông qua các giải thưởng điện ảnh và liên hoan phim.
Giải thưởng điện ảnh được trao bởi các hội nghề nghiệp liên quan đến điện ảnh (thường là Viện hàn lâm nghệ thuật điện ảnh hoặc Hội Điện ảnh) bằng việc bỏ phiếu kín để chọn ra những người xứng đáng. Giải thưởng điện ảnh nổi tiếng nhất thế giới có lẽ là Giải Oscar được trao bởi Viện Hàn lâm Khoa học và Nghệ thuật Điện ảnh (Academy of Motion Picture Arts and Sciences, viết tắt là AMPAS) (Hoa Kỳ). Ngoài ra hầu như các nền điện ảnh phát triển đều có giải thưởng điện ảnh khá uy tín, ví dụ ở Pháp là Giải César, ở Hồng Kông là Giải thưởng Điện ảnh Hồng Kông.
Bên cạnh các giải thưởng điện ảnh, một số tổ chức còn đứng ra mở các liên hoan phim, trong đó các bộ phim mới được chiếu giới thiệu và một ban giám khảo được lập ra để đánh giá các tác phẩm dự giải. Trong số các liên hoan phim phải kể tới Liên hoan phim Cannes (Pháp), Liên hoan phim Berlin (Đức), Liên hoan phim Venezia (Ý) và Liên hoan phim Sundance (Mỹ).

## Công nghiệp điện ảnh
Ngay sau khi ra đời, việc thực hiện và trình chiếu các bộ phim đã trở thành một lĩnh vực giải trí mang lại rất nhiều lợi nhuận. Anh em nhà Lumière khi khai sinh ra nền điện ảnh hiện đại cũng đã đánh dấu sự ra đời của ngành công nghiệp điện ảnh khi tiến hành thu tiền khán giả vào xem những bộ phim đầu tiên của hai người ở Grand Café. Các hãng phim cũng được thành lập ngày một nhiều còn các diễn viên điện ảnh thì nhanh chóng trở thành các ngôi sao với rất nhiều người hâm mộ. Năm 1917, vua hề Charlie Chaplin đã được ký hợp đồng với mức lương kỷ lục thời đó là 1 triệu USD một năm.
Hiện nay cũng giống như nhiều lĩnh vực khác, Hoa Kỳ là quốc gia có nền công nghiệp điện ảnh phát triển nhất với kinh đô của nó ở Hollywood thuộc tiểu bang California. Một bộ phim Hollywood có thể được đầu tư tới 200 triệu USD để rồi thu về gần 2 tỷ USD như Titanic. Tuy nhiên khu vực sản xuất nhiều phim nhất phải kể tới Mumbai, kinh đô Bollywood của Ấn Độ.

### Các hãng phim lớn
Hiện nay Hollywood có 5 hãng phim lớn, nơi cho ra đời hầu hết các bộ phim kinh phí lớn của điện ảnh Mỹ. Đó là các hãng:
- Paramount Global (trong đó có xưởng phim Paramount Pictures)
- Sony Pictures Motion Picture Group (trong đó có xưởng phim Sony Pictures, Columbia Pictures và TriStar Pictures)
- NBCUniversal (trong đó có xưởng phim Universal Studios)
- WarnerMedia (trong đó có xưởng phim Warner Bros. Pictures, New Line Cinema và HBO)
- Buena Vista Motion Pictures Group (trong đó có xưởng phim Walt Disney Pictures, 20th Century Studios, Marvel Studios, Lucasfilm Ltd và 20th Century Studios)

Ở Hollywood cũng còn một số hãng phim độc lập như Lionsgate Films, Metro-Goldwyn-Mayer Pictures hay Amblin Entertainment của Steven Spielberg.
Ở các thị trường phim lớn khác, các hãng phim thường có quy mô nhỏ hớn và các bộ phim vì thế cũng có kinh phí đầu tư thấp hơn nhiều so với các tác phẩm của Hollywood. Ở Pháp có thể kể tới Canal+, Pathé hoặc Gaumont (hãng phim lâu đời nhất thế giới còn hoạt động). Còn hai hãng lớn ở Hồng Kông là Thiệu Thị và Gia Hòa. Ở Ấn Độ cũng có một nền công nghiệp điện ảnh phát triển với tên gọi Bollywood.

### Phát hành
Trong giai đoạn đầu, sau khi được sản xuất, các bộ phim thường được chiếu trong các rạp hát (để tiện cho việc bố trí dàn nhạc công tạo âm thanh cho phim). Rạp chiếu phim thực sự đầu tien được xây dựng tại Pittsburgh thuộc tiểu bang Pennsylvania, Hoa Kỳ năm 1905. Chỉ vài năm sau đó, hàng nghìn rạp chiếu tương tự được ra đời từ việc cải tạo lại các rạp hát có sẵn. Những rạp loại này tại Mỹ thường được gọi là một nickelodeon, xuất phát từ việc vé vào xem thường có giá 1 nickel (tương đương 5 xu).
Hiện nay khi mua vé vào rạp khán giả thường chỉ xem một phim, nhưng trước thập niên 1970, thường một buổi chiếu bao gồm hai phim, một phim chất lượng và kinh phí cao (phim loại A – A movie) và một phim chất lượng thấp hơn (phim loại B – B movie). Thay thế cho các phim loại B, hiện nay người ta sẽ chiếu các đoạn quảng cáo ngắn hoặc các đoạn giới thiệu (trailer) về các phim sắp phát hành.
Từ sau Chiến tranh thế giới thứ hai, các rạp chiếu phải cạnh tranh quyết liệt với truyền hình vốn dễ dàng đưa các bộ phim đến số lượng công chúng lớn hơn nhiều. Sự phát triển các phương tiện lưu trữ thông tin như băng từ VHS, CD và DVD cũng làm nhiều người không đến rạp để thưởng thức phim mới mà họ mua hoặc thuê các CD, DVD phim này về nhà. Mới đây nhất, Internet đã trở thành công cụ trao đổi phim ảnh (cả hợp pháp và bất hợp pháp) cực kì tiện lợi khiến cho các rạp chiếu phim ngày càng gặp nhiều đối thủ trên lĩnh vực thu hút khán giả. Theo một nghiên cứu năm 2000 của ngân hàng ABN AMRO thì chỉ có 26% thu nhập của các hãng phim Hollywood đến từ tiền bán vé xem ở rạp, 46% đến từ việc bán và cho thuê băng đĩa và 28% đến từ truyền hình.